# Єгипет на літніх Олімпійських іграх 2016
Єгипет на літніх Олімпійських іграх  2016 представляли 119 спортсменів у 22 видах спорту. Вони вибороли три бронзові медалі.

## Медалісти
| Медалі | Спортсмени         | Вид спорту     | Дисципліна         | Дата      |
| ------ | ------------------ | -------------- | ------------------ | --------- |
| Бронза | Мохамед Магмуд     | Важка атлетика | чоловіки, до 77 кг | 10 серпня |
| Бронза | Сара Ахмед         | Важка атлетика | жінки, до 69 кг    | 10 серпня |
| Бронза | Хедайя Малак Вахба | Тхеквондо      | жінки, до 57 кг    | 18 серпня |

## Спортсмени
| Дисципліна                      | Чоловіки | Жінки | Разом |
| ------------------------------- | -------- | ----- | ----- |
| Стрільба з лука                 | 1        | 1     | 2     |
| Легка атлетика                  | 4        | 0     | 4     |
| Бокс                            | 4        | 0     | 4     |
| Веслування на байдарках і каное | 1        | 1     | 2     |
| Велоспорт                       | 0        | 1     | 1     |
| Стрибки у воду                  | 2        | 2     | 4     |
| Кінний спорт                    | 1        | 0     | 1     |
| Фехтування                      | 5        | 2     | 7     |
| Гімнастика                      | 0        | 1     | 1     |
| Гандбол                         | 14       | 0     | 14    |
| Дзюдо                           | 5        | 0     | 5     |
| Сучасне п'ятиборство            | 2        | 1     | 3     |
| Академічне веслування           | 1        | 1     | 2     |
| Вітрильний спорт                | 1        | 0     | 1     |
| Стрільба                        | 9        | 3     | 12    |
| Плавання                        | 5        | 2     | 7     |
| Синхронне плавання              | —        | 9     | 9     |
| Настільний теніс                | 2        | 3     | 5     |
| Тхеквондо                       | 1        | 2     | 3     |
| Волейбол                        | 12       | 2     | 14    |
| Важка атлетика                  | 6        | 3     | 9     |
| Боротьба                        | 8        | 2     | 10    |
| Разом                           | 83       | 36    | 119   |

## Стрільба з лука
| Спортсмен      | Дисципліна                        | Попередній раунд | Попередній раунд | 1/32 фіналу         | 1/16 фіналу        | 1/8 фіналу         | Чвертьфінали       | Півфінали          | Фінал / БМ         | Фінал / БМ       |
| Спортсмен      | Дисципліна                        | Результат        | Сіяний           | Суперник Результат  | Суперник Результат | Суперник Результат | Суперник Результат | Суперник Результат | Суперник Результат | Місце            |
| -------------- | --------------------------------- | ---------------- | ---------------- | ------------------- | ------------------ | ------------------ | ------------------ | ------------------ | ------------------ | ---------------- |
| Ахмед Ель-Немр | індивідуальна першість (чоловіки) | 644              | 51               | Ворт (AUS) L 0–6    | Завершив виступ    | Завершив виступ    | Завершив виступ    | Завершив виступ    | Завершив виступ    | Завершив виступ  |
| Рім Мансур     | індивідуальна першість (жінки)    | 596              | 56               | Lin S-c (TPE) L 0–6 | Завершила виступ   | Завершила виступ   | Завершила виступ   | Завершила виступ   | Завершила виступ   | Завершила виступ |

## Легка атлетика
Легенда
- Note – для трекових дисциплін місце вказане лише для забігу, в якому взяв участь спортсмен
- Q = пройшов у наступне коло напряму
- q = пройшов у наступне коло за добором (для трекових дисциплін - найшвидші часи серед тих, хто не пройшов напряму; для технічних дисциплін - увійшов до визначеної кількості фіналістів за місцем якщо напряму пройшло менше спортсменів, ніж визначена кількість)
- NR = Національний рекорд
- N/A = Коло відсутнє у цій дисципліні
- Bye = спортсменові не потрібно змагатися у цьому колі

Трекові і шосейні дисципліни
| Спортсмен          | Дисципліна                   | Попередній забіг | Попередній забіг | Півфінал         | Півфінал         | Фінал            | Фінал            |
| Спортсмен          | Дисципліна                   | Результат        | Місце            | Результат        | Місце            | Результат        | Місце            |
| ------------------ | ---------------------------- | ---------------- | ---------------- | ---------------- | ---------------- | ---------------- | ---------------- |
| Анас Бешр          | біг на 400 метрів (чоловіки) | DSQ              | DSQ              | Завершив виступ  | Завершив виступ  | Завершив виступ  | Завершив виступ  |
| Мохамед Хамада     | біг на 800 метрів (чоловіки) | 1:46.65          | 4 q              | 1:48.17          | 8                | Завершив виступ  | Завершив виступ  |
| Fatma El-Shernoubi | біг на 800 метрів (жінки)    | 2:21.24          | 8                | Завершила виступ | Завершила виступ | Завершила виступ | Завершила виступ |

Технічні дисципліни
| Спортсмен             | Дисципліна                | Кваліфікація       | Кваліфікація | Фінал              | Фінал           |
| Спортсмен             | Дисципліна                | Результат у метрах | Місце        | Результат у метрах | Місце           |
| --------------------- | ------------------------- | ------------------ | ------------ | ------------------ | --------------- |
| Хассан Мохамед Махмуд | метання молота (чоловіки) | 69.87              | 26           | Завершив виступ    | Завершив виступ |

## Бокс
| Спортсмен          | Категорія           | 1/16 фіналу          | 1/8 фіналу          | Чвертьфінали         | Півфінали          | Фінал              | Фінал           |
| Спортсмен          | Категорія           | Суперник Результат   | Суперник Результат  | Суперник Результат   | Суперник Результат | Суперник Результат | Місце           |
| ------------------ | ------------------- | -------------------- | ------------------- | -------------------- | ------------------ | ------------------ | --------------- |
| Махмуд Абделааль   | до 60 кг (чоловіки) | Бенбазіз (ALG) L 0–3 | Завершив виступ     | Завершив виступ      | Завершив виступ    | Завершив виступ    | Завершив виступ |
| Валід Мохамед      | до 69 кг (чоловіки) | Kelly (GBR) L 0–3    | Завершив виступ     | Завершив виступ      | Завершив виступ    | Завершив виступ    | Завершив виступ |
| Хосам Абдін        | до 75 кг (чоловіки) | Клер (MRI) W 3–0     | Нтсенге (CMR) W 3–0 | Родрігес (MEX) L 0–3 | Завершив виступ    | Завершив виступ    | Завершив виступ |
| Абдельрахман Салах | до 81 кг (чоловіки) | Сеп (CRO) L 1–2      | Завершив виступ     | Завершив виступ      | Завершив виступ    | Завершив виступ    | Завершив виступ |

## Веслування на байдарках і каное

### Спринт
| Спортсмен           | Дисципліна            | Заїзди | Заїзди | Півфінали        | Півфінали        | Фінал            | Фінал            |
| Спортсмен           | Дисципліна            | Час    | Місце  | Час              | Місце            | Час              | Місце            |
| ------------------- | --------------------- | ------ | ------ | ---------------- | ---------------- | ---------------- | ---------------- |
| Карім Ель-Сайєд     | Б-1, 200 м (чоловіки) | 37.294 | 7      | Завершив виступ  | Завершив виступ  | Завершив виступ  | Завершив виступ  |
| Менаталла Алі Ахмед | Б-1, 200 м (жінки)    | 49.596 | 7      | Завершила виступ | Завершила виступ | Завершила виступ | Завершила виступ |

Пояснення до кваліфікації: FA = Кваліфікувались до фіналу A (за медалі); FB = Кваліфікувались до фіналу B (не за медалі)

## Велоспорт

### Трек
Спринт
| Спортсмен      | Дисципліна     | Кваліфікація           | Кваліфікація | Раунд 1                         | Втішний поєдинок 1              | Раунд 2                         | Втішний поєдинок 2              | Чвертьфінали                    | Півфінали                       | Фінал                           | Фінал            |
| Спортсмен      | Дисципліна     | Час Швидкість (км/год) | Місце        | Суперник Час Швидкість (км/год) | Суперник Час Швидкість (км/год) | Суперник Час Швидкість (км/год) | Суперник Час Швидкість (км/год) | Суперник Час Швидкість (км/год) | Суперник Час Швидкість (км/год) | Суперник Час Швидкість (км/год) | Місце            |
| -------------- | -------------- | ---------------------- | ------------ | ------------------------------- | ------------------------------- | ------------------------------- | ------------------------------- | ------------------------------- | ------------------------------- | ------------------------------- | ---------------- |
| Ebtissam Zayed | спринт (жінки) | 12.920 55.727          | 27           | Завершила виступ                | Завершила виступ                | Завершила виступ                | Завершила виступ                | Завершила виступ                | Завершила виступ                | Завершила виступ                | Завершила виступ |

## Стрибки у воду
| Спортсмен        | Дисципліна                   | Попередні змагання | Попередні змагання | Півфінали        | Півфінали        | Фінал            | Фінал            |
| Спортсмен        | Дисципліна                   | Очки               | Місце              | Очки             | Місце            | Очки             | Місце            |
| ---------------- | ---------------------------- | ------------------ | ------------------ | ---------------- | ---------------- | ---------------- | ---------------- |
| Юссеф Еззат      | трамплін, 3 метри (чоловіки) | 360.95             | 25                 | Завершив виступ  | Завершив виступ  | Завершив виступ  | Завершив виступ  |
| Мохаб Ель-Корді  | вишка, 10 метрів (чоловіки)  | 305.50             | 28                 | Завершив виступ  | Завершив виступ  | Завершив виступ  | Завершив виступ  |
| Maha Amer        | трамплін, 3 метри (жінки)    | 238.55             | 28                 | Завершила виступ | Завершила виступ | Завершила виступ | Завершила виступ |
| Маха Абдельсалам | вишка, 10 метрів (жінки)     | 276.15             | 24                 | Завершила виступ | Завершила виступ | Завершила виступ | Завершила виступ |

## Кінний спорт

### Конкур
| Спортсмен       | Кінь   | Дисципліна    | Кваліфікація | Кваліфікація | Кваліфікація | Кваліфікація | Кваліфікація | Кваліфікація | Кваліфікація | Кваліфікація | Фінал           | Фінал           | Фінал           | Фінал           | Фінал           | Загалом         | Загалом         |
| Спортсмен       | Кінь   | Дисципліна    | Раунд 1      | Раунд 1      | Раунд 2      | Раунд 2      | Раунд 2      | Раунд 3      | Раунд 3      | Раунд 3      | Фінал A         | Фінал A         | Фінал B         | Фінал B         | Фінал B         | Загалом         | Загалом         |
| Спортсмен       | Кінь   | Дисципліна    | Штрафні очки | Місце        | Штрафні очки | Загалом      | Місце        | Штрафні очки | Загалом      | Місце        | Штрафні очки    | Місце           | Штрафні очки    | Загалом         | Місце           | Штрафні очки    | Місце           |
| --------------- | ------ | ------------- | ------------ | ------------ | ------------ | ------------ | ------------ | ------------ | ------------ | ------------ | --------------- | --------------- | --------------- | --------------- | --------------- | --------------- | --------------- |
| Карім Ель-Зогбі | Amelia | Індивідуальні | 0            | =1 Q         | 9            | 9            | =42 Q        | 9            | 18           | =40          | Завершив виступ | Завершив виступ | Завершив виступ | Завершив виступ | Завершив виступ | Завершив виступ | Завершив виступ |

## Фехтування
Чоловіки
| Спортсмен                                      | Дисципліна           | 1/32 фіналу         | 1/16 фіналу            | 1/8 фіналу            | Чвертьфінал        | Півфінал                                               | Фінал / БМ                             | Фінал / БМ      |
| Спортсмен                                      | Дисципліна           | Суперник Результат  | Суперник Результат     | Суперник Результат    | Суперник Результат | Суперник Результат                                     | Суперник Результат                     | Місце           |
| ---------------------------------------------- | -------------------- | ------------------- | ---------------------- | --------------------- | ------------------ | ------------------------------------------------------ | -------------------------------------- | --------------- |
| Айман Фаєз                                     | Індивідуальна шпага  | Bye                 | R Limardo (VEN) W 15–5 | Грум'є (FRA) L 9–15   | Завершив виступ    | Завершив виступ                                        | Завершив виступ                        | Завершив виступ |
| Алаельдін Абуелькассем                         | Індивідуальна рапіра | Bye                 | Чупеніч (CZE) W 15–8   | Гароццо (ITA) L 13–15 | Завершив виступ    | Завершив виступ                                        | Завершив виступ                        | Завершив виступ |
| Тарек Аяд                                      | Індивідуальна рапіра | Bye                 | Гароццо (ITA) L 8–15   | Завершив виступ       | Завершив виступ    | Завершив виступ                                        | Завершив виступ                        | Завершив виступ |
| Mohamed Essam                                  | Індивідуальна рапіра | Маркес (BRA) W 15–8 | Массіалас (USA) L 7–15 | Завершив виступ       | Завершив виступ    | Завершив виступ                                        | Завершив виступ                        | Завершив виступ |
| Алаельдін Абуелькассем Тарек Аяд Mohamed Essam | Командна рапіра      | Н/Д                 | Н/Д                    | Н/Д                   | США (USA) L 37–45  | Класифікаційний півфінал Велика Британія (GBR) L 43–45 | 7th place final Бразилія (BRA) W 45–39 | 7               |
| Мохамед Амер                                   | Шабля                | Н/Д                 | Gu B-g (KOR) L 9–15    | Завершив виступ       | Завершив виступ    | Завершив виступ                                        | Завершив виступ                        | Завершив виступ |

Жінки
| Спортсменка   | Дисципліна           | 1/32 фіналу           | 1/16 фіналу          | 1/8 фіналу          | Чвертьфінал         | Півфінал            | Фінал / БМ          | Фінал / БМ       |
| Спортсменка   | Дисципліна           | Суперниця Результат   | Суперниця Результат  | Суперниця Результат | Суперниця Результат | Суперниця Результат | Суперниця Результат | Місце            |
| ------------- | -------------------- | --------------------- | -------------------- | ------------------- | ------------------- | ------------------- | ------------------- | ---------------- |
| Нура Мохаммед | Індивідуальна рапіра | Bye                   | Бубакрі (TUN) L 4–15 | Завершила виступ    | Завершила виступ    | Завершила виступ    | Завершила виступ    | Завершила виступ |
| Нада Хафез    | Шабля                | Benítez (VEN) L 11–15 | Завершила виступ     | Завершила виступ    | Завершила виступ    | Завершила виступ    | Завершила виступ    | Завершила виступ |

## Гімнастика

### Спортивна гімнастика
Жінки
| Спортсменка | Дисципліна | Кваліфікація     | Кваліфікація  | Кваліфікація | Кваліфікація | Кваліфікація | Кваліфікація | Фінал  | Фінал  | Фінал  | Фінал            | Фінал            | Фінал            |                  |                  |                  |
| Спортсменка | Дисципліна | Вправа           | Вправа        | Вправа       | Вправа       | Загалом      | Місце        | Вправа | Вправа | Вправа | Вправа           | Загалом          | Місце            |                  |                  |                  |
| ----------- | ---------- | ---------------- | ------------- | ------------ | ------------ | ------------ | ------------ | ------ | ------ | ------ | ---------------- | ---------------- | ---------------- | ---------------- | ---------------- | ---------------- |
| Спортсменка | Дисципліна | Шеріне Ель-Зейні | Вільні вправи | Н/Д          | Н/Д          | Н/Д          | Місце        | 12.533 | 12.533 | 69     | Завершила виступ | Завершила виступ | Завершила виступ | Завершила виступ | Завершила виступ | Завершила виступ |

## Гандбол
Підсумок

Легенда:
- ET – Після додаткового часу
- P – долю матчу вирішила серія післяматчевих пенальті.

| Команда     | Дисципліна       | Груповий етап      | Груповий етап      | Груповий етап      | Груповий етап      | Груповий етап      | Груповий етап | Чвертьфінал        | Півфінал           | Фінал / БМ         | Фінал / БМ |
| Команда     | Дисципліна       | Суперник Результат | Суперник Результат | Суперник Результат | Суперник Результат | Суперник Результат | Місце         | Суперник Результат | Суперник Результат | Суперник Результат | Місце      |
| ----------- | ---------------- | ------------------ | ------------------ | ------------------ | ------------------ | ------------------ | ------------- | ------------------ | ------------------ | ------------------ | ---------- |
| Egypt men's | чоловічий турнір | Словенія L 26–27   | Швеція W 26–25     | Польща L 25–33     | Бразилія D 27–27   | Німеччина L 25–31  | 5             | Завершив виступ    | Завершив виступ    | Завершив виступ    | 9          |

### Чоловічий турнір
Склад команди
Шаблон:Склад чоловічої збірної Єгипту з гандболу на літніх Олімпійських іграх 2016
Груповий етап
Шаблон:Підсумкова таблиця в групі B чоловічого турніру з гандболу на літніх Олімпійських іграх 2016
Шаблон:Чоловічий турнір з гандболу на літніх Олімпійських іграх 2016, гра B3
Шаблон:Чоловічий турнір з гандболу на літніх Олімпійських іграх 2016, гра B6
Шаблон:Чоловічий турнір з гандболу на літніх Олімпійських іграх 2016, гра B7
Шаблон:Чоловічий турнір з гандболу на літніх Олімпійських іграх 2016, гра B11
Шаблон:Чоловічий турнір з гандболу на літніх Олімпійських іграх 2016, гра B14

## Дзюдо
| Спортсмен         | Категорія               | 1/32 фіналу        | 1/16 фіналу                   | 1/8 фіналу                 | Чвертьфінали            | Півфінали          | Втішний поєдинок     | Фінал / БМ         | Фінал / БМ      |
| Спортсмен         | Категорія               | Суперник Результат | Суперник Результат            | Суперник Результат         | Суперник Результат      | Суперник Результат | Суперник Результат   | Суперник Результат | Місце           |
| ----------------- | ----------------------- | ------------------ | ----------------------------- | -------------------------- | ----------------------- | ------------------ | -------------------- | ------------------ | --------------- |
| Ахмед Абельрахман | до 60 кг (чоловіки)     | Bye                | Бестаєв (KGZ) L 000–101       | Завершив виступ            | Завершив виступ         | Завершив виступ    | Завершив виступ      | Завершив виступ    | Завершив виступ |
| Мохамед Мохіелдін | до 73 кг (чоловіки)     | Bye                | Одбаяр (MGL) L 001–100        | Завершив виступ            | Завершив виступ         | Завершив виступ    | Завершив виступ      | Завершив виступ    | Завершив виступ |
| Мохамед Абделааль | до 81 кг (чоловіки)     | Bye                | Отгонбаатарин (MGL) W 101–100 | Халмурзаєв (RUS) L 000–010 | Завершив виступ         | Завершив виступ    | Завершив виступ      | Завершив виступ    | Завершив виступ |
| Рамадан Дарвіш    | до 100 кг (чоловіки)    | Bye                | Дюгассе (SEY) W 100–000       | Арментерос (CUB) W 001–000 | Гасимов (AZE) L 000–100 | Завершив виступ    | Фрей (GER) L 000–100 | Завершив виступ    | 7               |
| Іслам Ель Шехабі  | понад 100 кг (чоловіки) | Н/Д                | Сассон (ISR) L 000–100        | Завершив виступ            | Завершив виступ         | Завершив виступ    | Завершив виступ      | Завершив виступ    | Завершив виступ |

## Сучасне п'ятиборство
| Спортсмен       | Дисципліна | Фехтування (шпага, один дотик) | Фехтування (шпага, один дотик) | Фехтування (шпага, один дотик) | Фехтування (шпага, один дотик) | Плавання (200 м вільним стилем) | Плавання (200 м вільним стилем) | Плавання (200 м вільним стилем) | Верхова їзда (конкур) | Верхова їзда (конкур) | Верхова їзда (конкур) | Комбіновано: стрільба/біг (10 м, пневматичний пістолет)/(3200 м) | Комбіновано: стрільба/біг (10 м, пневматичний пістолет)/(3200 м) | Комбіновано: стрільба/біг (10 м, пневматичний пістолет)/(3200 м) | Загалом очок | Підсумкове місце |
| Спортсмен       | Дисципліна | RR                             | BR                             | Місце                          | Очки                           | Час                             | Місце                           | Очки                            | Штрафні очки          | Місце                 | Очки                  | Час                                                              | Місце                                                            | MP Points                                                        | Загалом очок | Підсумкове місце |
| --------------- | ---------- | ------------------------------ | ------------------------------ | ------------------------------ | ------------------------------ | ------------------------------- | ------------------------------- | ------------------------------- | --------------------- | --------------------- | --------------------- | ---------------------------------------------------------------- | ---------------------------------------------------------------- | ---------------------------------------------------------------- | ------------ | ---------------- |
| Amro El-Geziry  | чоловіки   | 18–17                          | 0                              | 18                             | 208                            | 1:55.80                         | 2                               | 353                             | 9                     | 10                    | 291                   | 12:39.19                                                         | 35                                                               | 541                                                              | 1393         | 25               |
| Омар Ель-Гезірі | чоловіки   | 23–12                          | 1                              | 3                              | 239                            | 2:03.62                         | 15                              | 330                             | 35                    | 28                    | 265                   | 12:11.94                                                         | 33                                                               | 569                                                              | 1403         | 23               |
| Гайді Морсі     | жінки      | 14–21                          | 0                              | 32                             | 184                            | 2:26.11                         | 36                              | 262                             | EL                    | =31                   | 0                     | 13:24.93                                                         | 28                                                               | 496                                                              | 942          | 36               |

## Академічне веслування
| Спортсмен             | Дисципліна          | Заїзди  | Заїзди | Втішний заплив | Втішний заплив | Чвертьфінали | Чвертьфінали | Півфінали | Півфінали | Фінал   | Фінал |
| Спортсмен             | Дисципліна          | Час     | Місце  | Час            | Місце          | Час          | Місце        | Час       | Місце     | Час     | Місце |
| --------------------- | ------------------- | ------- | ------ | -------------- | -------------- | ------------ | ------------ | --------- | --------- | ------- | ----- |
| Абдельхалек Ель-Банна | одиночки (чоловіки) | 7:34.05 | 3 QF   | Bye            | Bye            | 6:50.82      | 3 SA/B       | 7:13.55   | 5 FB      | 6:54.94 | 10    |
| Nadia Negm            | одиночки (жінки)    | 9:14.55 | 3 QF   | Bye            | Bye            | 8:25.75      | 6 SC/D       | 8:39.50   | 6 FD      | 8:09.47 | 24    |

Пояснення до кваліфікації: FA=Фінал A (за медалі); FB=Фінал B (не за медалі); FC=Фінал C (не за медалі); FD=Фінал D (не за медалі); FE=Фінал E (не за медалі); FF=Фінал F (не за медалі); SA/B=Півфінали A/B; SC/D=Півфінали C/D; SE/F=Півфінали E/F; QF=Чвертьфінали; R=Потрапив у втішний заплив

## Вітрильний спорт
| Спортсмен   | Дисципліна | Заплив | Заплив | Заплив | Заплив | Заплив | Заплив | Заплив | Заплив | Заплив | Заплив | Заплив | Очки | Підсумкове місце |
| Спортсмен   | Дисципліна | 1      | 2      | 3      | 4      | 5      | 6      | 7      | 8      | 9      | 10     | M*     | Очки | Підсумкове місце |
| ----------- | ---------- | ------ | ------ | ------ | ------ | ------ | ------ | ------ | ------ | ------ | ------ | ------ | ---- | ---------------- |
| Ахмед Рагаб | Лазер      | 36     | 22     | 44     | 41     | 41     | 41     | 42     | 40     | 45     | 42     | EL     | 349  | 43               |

M = Медальний заплив; EL = Вибув – не потрапив до медального запливу

## Стрільба
Чоловіки
| Спортсмен            | Дисципліна                       | Кваліфікація | Кваліфікація | Півфінал        | Півфінал        | Фінал           | Фінал           |
| Спортсмен            | Дисципліна                       | Очки         | Місце        | Очки            | Місце           | Очки            | Місце           |
| -------------------- | -------------------------------- | ------------ | ------------ | --------------- | --------------- | --------------- | --------------- |
| Ахмед Дарвіш         | Гвинтівка лежачи, 50 м           | 615.0        | 44           | Н/Д             | Н/Д             | Завершив виступ | Завершив виступ |
| Франко Донато        | Скит                             | 115          | 28           | Завершив виступ | Завершив виступ | Завершив виступ | Завершив виступ |
| Ахмед Камар          | Трап                             | 119          | 4 Q          | 12 (+2)         | 5               | Завершив виступ | Завершив виступ |
| Абдель Азіз Мехельба | Трап                             | 112          | 24           | Завершив виступ | Завершив виступ | Завершив виступ | Завершив виступ |
| Азмі Мехельба        | Скит                             | 120          | 11           | Завершив виступ | Завершив виступ | Завершив виступ | Завершив виступ |
| Ахмед Мохамед        | Пневматичний пістолет, 10 м      | 564          | 45           | Н/Д             | Н/Д             | Завершив виступ | Завершив виступ |
| Самі Абдель Разек    | Пневматичний пістолет, 10 м      | 574          | 30           | Н/Д             | Н/Д             | Завершив виступ | Завершив виступ |
| Самі Абдель Разек    | Пістолет, 50 м                   | 534          | 37           | Н/Д             | Н/Д             | Завершив виступ | Завершив виступ |
| Ахмед Шабан          | швидкісний пістолет, 25 м        | 562          | 23           | Н/Д             | Н/Д             | Завершив виступ | Завершив виступ |
| Хамада Талат         | Пневматична гвинтівка, 10 м      | 618.2        | 39           | Н/Д             | Н/Д             | Завершив виступ | Завершив виступ |
| Хамада Талат         | Гвинтівка з трьох положень, 50 м | 1151         | 41           | Н/Д             | Н/Д             | Завершив виступ | Завершив виступ |

Жінки
| Спортсменка     | Дисципліна                  | Кваліфікація | Кваліфікація | Півфінал         | Півфінал         | Фінал            | Фінал            |
| Спортсменка     | Дисципліна                  | Очки         | Місце        | Очки             | Місце            | Очки             | Місце            |
| --------------- | --------------------------- | ------------ | ------------ | ---------------- | ---------------- | ---------------- | ---------------- |
| Афаф Ель-Ходход | Пневматичний пістолет, 10 м | 386          | 5 Q          | Н/Д              | Н/Д              | 137.1            | 5                |
| Афаф Ель-Ходход | пістолет, 25 м              | 573          | 25           | Завершила виступ | Завершила виступ | Завершила виступ | Завершила виступ |
| Шімаа Хашад     | Пневматична гвинтівка, 10 м | 413.2        | 27           | Н/Д              | Н/Д              | Завершила виступ | Завершила виступ |
| Хадір Мекхімар  | Пневматична гвинтівка, 10 м | 401.3        | 49           | Н/Д              | Н/Д              | Завершила виступ | Завершила виступ |

Пояснення до кваліфікації: Q = Пройшов у наступне коло; q = Кваліфікувався щоб змагатись у поєдинку за бронзову медаль

## Плавання
Чоловіки
| Спортсмен         | Дисципліна            | Попередній заплив | Попередній заплив | Півфінал        | Півфінал        | Фінал           | Фінал           |
| Спортсмен         | Дисципліна            | Час               | Місце             | Час             | Місце           | Час             | Місце           |
| ----------------- | --------------------- | ----------------- | ----------------- | --------------- | --------------- | --------------- | --------------- |
| Ахмед Акрам       | 400 м вільним стилем  | 3:49.46           | 27                | Н/Д             | Н/Д             | Завершив виступ | Завершив виступ |
| Ахмед Акрам       | 1500 м вільним стилем | 14:58.37          | 11                | Н/Д             | Н/Д             | Завершив виступ | Завершив виступ |
| Марван Ель-Амраві | 10 км                 | Н/Д               | Н/Д               | Н/Д             | Н/Д             | 1:59:17.2       | 23              |
| Марван Аль-Камаш  | 200 м вільним стилем  | 1:47.52           | 24                | Завершив виступ | Завершив виступ | Завершив виступ | Завершив виступ |
| Марван Аль-Камаш  | 400 м вільним стилем  | 3:47.43           | 16                | Н/Д             | Н/Д             | Завершив виступ | Завершив виступ |
| Мохамед Хуссейн   | 200 м комплексом      | 2:02.36           | 25                | Завершив виступ | Завершив виступ | Завершив виступ | Завершив виступ |
| Алі Халафалла     | 50 м вільним стилем   | 22.25 =NR         | 23                | Завершив виступ | Завершив виступ | Завершив виступ | Завершив виступ |

Жінки
| Спортсменка  | Дисципліна          | Попередній заплив | Попередній заплив | Півфінал         | Півфінал         | Фінал            | Фінал            |
| Спортсменка  | Дисципліна          | Час               | Місце             | Час              | Місце            | Час              | Місце            |
| ------------ | ------------------- | ----------------- | ----------------- | ---------------- | ---------------- | ---------------- | ---------------- |
| Reem Kaseem  | 10 км               | Н/Д               | Н/Д               | Н/Д              | Н/Д              | 2:05:19.1        | 25               |
| Фаріда Осман | 50 м вільним стилем | 24.91             | =18               | Завершила виступ | Завершила виступ | Завершила виступ | Завершила виступ |
| Фаріда Осман | 100 м батерфляєм    | 57.83 AF          | 11 Q              | 58.26            | 11               | Завершила виступ | Завершила виступ |

## Синхронне плавання
| Спортсменка | Дисципліна | Обов'язкова програма | Обов'язкова програма | Довільна програма (попередня) | Довільна програма (попередня)    | Довільна програма (попередня) | Довільна програма (фінал) | Довільна програма (фінал)        | Довільна програма (фінал) |
| Спортсменка | Дисципліна | Очки                 | Місце                | Очки                          | Загалом (обов'язкова + довільна) | Місце                         | Очки                      | Загалом (обов'язкова + довільна) | Місце                     |
| --- | ---------- | -------------------- | -------------------- | ----------------------------- | -------------------------------- | ----------------------------- | ------------------------- | -------------------------------- | ------------------------- |
| Самія Ахмед Дара Хассаніен | Дуети      | 76.5306              | 23                   | 77.6000                       | 154.1306                         | 23                            | Завершила виступ          | Завершила виступ                 | Завершила виступ          |
| Nariman Abdelhafiz Памела Ногейра Самія Ахмед Nour El-Ayoubi Jomana El-Maghrabi Дара Хассаніен Сальма Негмелдін Нада Саафан Нехал Саафан | Команда    | 76.9838              | 7                    | Н/Д                           | Н/Д                              | Н/Д                           | 78.5667                   | 155.5505                         | 7                         |

## Настільний теніс
| Спортсмен                                          | Дисципліна                  | Попередній раунд    | Раунд 1              | Раунд 2            | Раунд 3            | 1/8 фіналу           | Чвертьфінали       | Півфінали          | Фінал / БМ         | Фінал / БМ       |
| Спортсмен                                          | Дисципліна                  | Суперник Результат  | Суперник Результат   | Суперник Результат | Суперник Результат | Суперник Результат   | Суперник Результат | Суперник Результат | Суперник Результат | Місце            |
| -------------------------------------------------- | --------------------------- | ------------------- | -------------------- | ------------------ | ------------------ | -------------------- | ------------------ | ------------------ | ------------------ | ---------------- |
| Khalid Assar                                       | одиночний розряд (чоловіки) | Wang Jn (CGO) L 3–4 | Завершив виступ      | Завершив виступ    | Завершив виступ    | Завершив виступ      | Завершив виступ    | Завершив виступ    | Завершив виступ    | Завершив виступ  |
| Omar Assar                                         | одиночний розряд (чоловіки) | Bye                 | Афанадор (PUR) W 4–2 | Коу (UKR) L 3–4    | Завершив виступ    | Завершив виступ      | Завершив виступ    | Завершив виступ    | Завершив виступ    | Завершив виступ  |
| Nadeen El-Dawlatly                                 | одиночний розряд (жінки)    | Bye                 | Lovas (HUN) L 0–4    | Завершила виступ   | Завершила виступ   | Завершила виступ     | Завершила виступ   | Завершила виступ   | Завершила виступ   | Завершила виступ |
| Dina Meshref                                       | одиночний розряд (жінки)    | Saidani (TUN) W 4–0 | Komwong (THA) L 1–4  | Завершив виступ    | Завершив виступ    | Завершив виступ      | Завершив виступ    | Завершив виступ    | Завершив виступ    | Завершив виступ  |
| Yousra Abdel Razek Nadeen El-Dawlatly Dina Meshref | командна першість (жінки)   | Н/Д                 | Н/Д                  | Н/Д                | Н/Д                | Сінгапур (SIN) L 0–3 | Завершила виступ   | Завершила виступ   | Завершила виступ   | Завершила виступ |

## Тхеквондо
| Спортсмен          | Категорія           | 1/8 фіналу               | Чвертьфінали           | Півфінали             | Втішний поєдинок     | Фінал / БМ              | Фінал / БМ       |
| Спортсмен          | Категорія           | Суперник Результат       | Суперник Результат     | Суперник Результат    | Суперник Результат   | Суперник Результат      | Місце            |
| ------------------ | ------------------- | ------------------------ | ---------------------- | --------------------- | -------------------- | ----------------------- | ---------------- |
| Гофран Ахмед       | до 68 кг (чоловіки) | Абугауш (JOR) L 1–9      | Bye                    | Bye                   | Lee D-h (KOR) L 6–14 | Завершив виступ         | 7                |
| Хедайя Малак       | до 57 кг (жінки)    | Патіньо (COL) W 13–0 PTG | Хамада (JPN) W 3–0 SUD | Калво (ESP) L 0–1 SUD | Bye                  | Асемані (BEL) W 1–0 SUD | 3                |
| Сехам Ель-Савальхі | до 67 кг (жінки)    | Гбагбі (CIV) L 3–4       | Завершила виступ       | Завершила виступ      | Завершила виступ     | Завершила виступ        | Завершила виступ |

## Волейбол

### Пляжний
| Спортсмен                    | Дисципліна | Груповий етап | Місце | 1/8 фіналу         | Чвертьфінали       | Півфінали          | Фінал / БМ         | Фінал / БМ      |
| Спортсмен                    | Дисципліна | Суперник Результат | Місце | Суперник Результат | Суперник Результат | Суперник Результат | Суперник Результат | Місце           |
| ---------------------------- | ---------- | --- | ----- | ------------------ | ------------------ | ------------------ | ------------------ | --------------- |
| Doaa El-Ghobashy Nada Meawad | жінки      | Pool D Людвіг – Валкенгорст (GER) L 0 – 2 (12–21, 15–21) Джомбіні – Чоловікиegatti (ITA) L 0 – 2 (10–21, 13–21) Бродер – Вальяс (CAN) L 0 – 2 (12–21, 16–21) | 4     | Завершив виступ    | Завершив виступ    | Завершив виступ    | Завершив виступ    | Завершив виступ |

### У приміщенні

#### Чоловічий турнір
Склад команди
Шаблон:Склад чоловічої збірної Єгипту з волейболу на літніх Олімпійських іграх 2016
Груповий етап
Шаблон:Підсумкова таблиця в групі B чоловічого турніру з волейболу на літніх Олімпійських іграх 2016
Шаблон:Чоловічий турнір з волейболу на літніх Олімпійських іграх 2016, гра B1
Шаблон:Чоловічий турнір з волейболу на літніх Олімпійських іграх 2016, гра B6
Шаблон:Чоловічий турнір з волейболу на літніх Олімпійських іграх 2016, гра B8
Шаблон:Чоловічий турнір з волейболу на літніх Олімпійських іграх 2016, гра B10
Шаблон:Чоловічий турнір з волейболу на літніх Олімпійських іграх 2016, гра B13

## Важка атлетика
Чоловіки
| Спортсмен         | Категорія    | Ривок     | Ривок | Поштовх   | Поштовх | Загалом | Місце |
| Спортсмен         | Категорія    | Результат | Місце | Результат | Місце   | Загалом | Місце |
| ----------------- | ------------ | --------- | ----- | --------- | ------- | ------- | ----- |
| Ахмед Саад        | до 62 кг     | 133       | 5     | 161       | 7       | 294     | 5     |
| Мохамед Ігаб      | до 77 кг     | 165       | 4     | 196       | 3       | 361     | 3     |
| Ібрагім Абделбакі | до 77 кг     | 152       | 9     | 186       | 9       | 338     | 9     |
| Раджаб Абдельхай  | до 94 кг     | 174       | 5     | 213       | 5       | 387     | 5     |
| Габер Мохаммед    | до 105 кг    | 173       | 12    | 204       | 13      | 377     | 12    |
| Ахмед Мохаммед    | понад 105 кг | 190       | 10    | —         | —       | 190     | DNF   |

Жінки
| Спортсменка    | Категорія   | Ривок     | Ривок | Поштовх   | Поштовх | Загалом | Місце |
| Спортсменка    | Категорія   | Результат | Місце | Результат | Місце   | Загалом | Місце |
| -------------- | ----------- | --------- | ----- | --------- | ------- | ------- | ----- |
| Есраа Ель-Саєд | до 63 кг    | 100       | 5     | 116       | 8       | 216     | 7     |
| Sara Samir     | до 69 кг    | 112       | 3     | 143       | 3       | 255     | 3     |
| Шаімаа Халаф   | понад 75 кг | 117       | 7     | 161       | 3       | 278     | 4     |

## Боротьба
Легенда:
- VT – Перемога на туше.
- PP – Перемога за очками – з технічними очками в того, хто програв.
- PO – Перемога за очками – без технічних очок в того, хто програв.
- ST – Перемога за явної переваги – різниця в очках становить принаймні 8 (греко-римська боротьба) або 10 (вільна боротьба) очок, без технічних очок у того, хто програв.

Чоловіки
| Спортсмен       | Категорія | Кваліфікація         | 1/8 фіналу              | Чвертьфінал        | Півфінал           | Втішний поєдинок 1     | Втішний поєдинок 2 | Фінал / БМ         | Фінал / БМ |
| Спортсмен       | Категорія | Суперник Результат   | Суперник Результат      | Суперник Результат | Суперник Результат | Суперник Результат     | Суперник Результат | Суперник Результат | Місце      |
| --------------- | --------- | -------------------- | ----------------------- | ------------------ | ------------------ | ---------------------- | ------------------ | ------------------ | ---------- |
| Мохамед Заглул  | до 86 кг  | Bye                  | Себальос (VEN) L 0–3 PO | Завершив виступ    | Завершив виступ    | Завершив виступ        | Завершив виступ    | Завершив виступ    | 17         |
| Діяелдін Камаль | до 125 кг | Чеббі (TUN) W 4–0 ST | Гасемі (IRI) L 0–3 PO   | Завершив виступ    | Завершив виступ    | Джарвіс (CAN) L 0–3 PO | Завершив виступ    | Завершив виступ    | 9          |

Греко-римська боротьба
| Спортсмен          | Категорія | Кваліфікація              | 1/8 фіналу                      | Чвертьфінал        | Півфінал           | Втішний поєдинок 1 | Втішний поєдинок 2      | Фінал / БМ         | Фінал / БМ |
| Спортсмен          | Категорія | Суперник Результат        | Суперник Результат              | Суперник Результат | Суперник Результат | Суперник Результат | Суперник Результат      | Суперник Результат | Місце      |
| ------------------ | --------- | ------------------------- | ------------------------------- | ------------------ | ------------------ | ------------------ | ----------------------- | ------------------ | ---------- |
| Хайтем Махмуд      | до 59 кг  | Bye                       | Yun W-c (PRK) L 1–3 PP          | Завершив виступ    | Завершив виступ    | Завершив виступ    | Завершив виступ         | Завершив виступ    | 12         |
| Адхам Ахмет Салех  | до 66 кг  | Bye                       | Арутюнян (ARM) L 0–4 ST         | Завершив виступ    | Завершив виступ    | Bye                | Ryu H-s (KOR) L 0–3 PO  | Завершив виступ    | 18         |
| Махмуд Фавзі       | до 75 кг  | Mursaliyev (AZE) L 1–3 PP | Завершив виступ                 | Завершив виступ    | Завершив виступ    | Завершив виступ    | Завершив виступ         | Завершив виступ    | 15         |
| Ахмед Отман        | до 85 кг  | Bye                       | Беленюк (UKR) L 0–4 ST          | Завершив виступ    | Завершив виступ    | Bye                | Байряков (BUL) L 1–3 PP | Завершив виступ    | 14         |
| Хамді Аль Саїд     | до 98 кг  | Bye                       | Алексус-Чіураріу (ROU) L 1–3 PP | Завершив виступ    | Завершив виступ    | Завершив виступ    | Завершив виступ         | Завершив виступ    | 10         |
| Абделлатіф Мохамед | до 130 кг | Чернецький (UKR) L 0–4 ST | Завершив виступ                 | Завершив виступ    | Завершив виступ    | Завершив виступ    | Завершив виступ         | Завершив виступ    | 17         |

Жінки
| Спортсменка  | Категорія | Кваліфікація          | 1/8 фіналу            | Чвертьфінал             | Півфінал                 | Втішний поєдинок 1  | Втішний поєдинок 2  | Фінал / БМ               | Фінал / БМ |
| Спортсменка  | Категорія | Суперниця Результат   | Суперниця Результат   | Суперниця Результат     | Суперниця Результат      | Суперниця Результат | Суперниця Результат | Суперниця Результат      | Місце      |
| ------------ | --------- | --------------------- | --------------------- | ----------------------- | ------------------------ | ------------------- | ------------------- | ------------------------ | ---------- |
| Енас Мостафа | до 69 кг  | Bye                   | Акоста (VEN) W 3–1 PP | Олівейра (BRA) W 5–0 VT | Воробйова (RUS) L 0–5 VT | Bye                 | Bye                 | Сиздикова (KAZ) L 1–3 PP | 5          |
| Самар Амер   | до 75 кг  | Букіна (RUS) L 1–3 PP | Завершила виступ      | Завершила виступ        | Завершила виступ         | Завершила виступ    | Завершила виступ    | Завершила виступ         | 12         |